# Huntington Woods
Huntington Woods es una ciudad ubicada en el condado de Oakland en el estado estadounidense de Míchigan. En el Censo de 2010 tenía una población de 6238 habitantes y una densidad poblacional de 1.639,55 personas por km².

## Geografía
Huntington Woods se encuentra ubicada en las coordenadas 42°28′55″N 83°10′5″O / 42.48194, -83.16806. Según la Oficina del Censo de los Estados Unidos, Huntington Woods tiene una superficie total de 3.8 km², de la cual 3.79 km² corresponden a tierra firme y (0.27%) 0.01 km² es agua.

## Demografía
Según el censo de 2010, había 6238 personas residiendo en Huntington Woods. La densidad de población era de 1.639,55 hab./km². De los 6238 habitantes, Huntington Woods estaba compuesto por el 95.96% blancos, el 1.01% eran afroamericanos, el 0.16% eran amerindios, el 1.25% eran asiáticos, el 0% eran isleños del Pacífico, el 0.5% eran de otras razas y el 1.12% pertenecían a dos o más razas. Del total de la población el 1.59% eran hispanos o latinos de cualquier raza.